# ويتولد كونتي
ويتولد كونتي هو ممثل بولندي، ولد في 2 فبراير 1908 ببرلين في ألمانيا، وتوفي في 1944 بنيس في فرنسا.

## وصلات خارجية
- ويتولد كونتي على موقع IMDb (الإنجليزية)
- ويتولد كونتي على موقع قاعدة بيانات الفيلم (الإنجليزية)